# Frits van den Berghe
Frits Van den Berghe (3 de abril de 1883-22 de septiembre de 1939) fue un pintor expresionista belga. Como sus amigos Constant Permeke y Gustave De Smet, fue el primero en adoptar el estilo impresionista tardío de Emile Claus, pero se pasó al expresionismo durante la Primera Guerra Mundial.

## Biografía

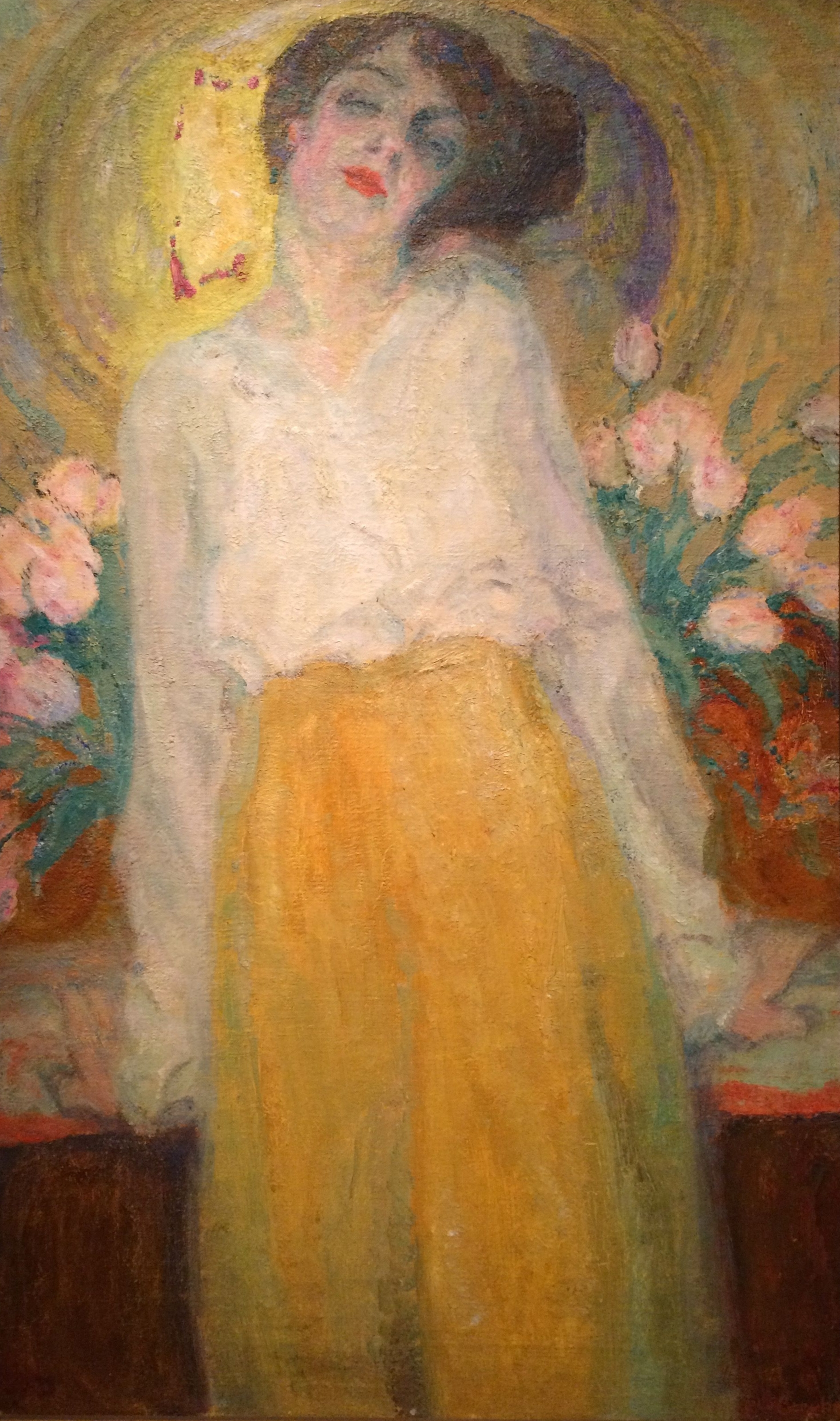
Retrato de Stella van de Wiele (1915)

Su padre era bibliotecario en la Universidad de Gante. De 1898 a 1904, estudió en la Real Academia de Bellas Artes de Gante, siendo alumno de Jean Delvin. En 1904, por recomendación de su compañero el pintor Alfons Dessenis (1874-1952), se mudó a la colonia de arte de Sint-Martens-Latem. Fue allí donde conoció a Albert Servaes, Gustaaf De Smet y Constant Permeke. Juntos, establecieron la que llegó a ser conocida como la escuela latemse de la pintura expresionista. También obtuvo lo que resultaría ser el apoyo permanente del periodista y promotor de arte Paul-Gustave van Hecke.
En 1907 se casó, y poco después se convirtió en profesor en la Academia de Gante. Unos años más tarde, su vida familiar y su carrera artística fueron perturbados por una relación con la actriz Stella van de Wiele (1887-1954). En 1914, renunció a su cargo y pasó seis meses en Estados Unidos.
Durante la Primera Guerra Mundial se convirtió en refugiado en los Países Bajos. Junto con Stella y De Smet, recorrieron las colonias de arte de Ámsterdam, Blaricum y Laren, donde dio clases brevemente. Su trabajo también maduró, quedando bajo la influencia de psicoanálisis freudiano. En 1922, después de regresar a Bélgica, vivió con De Smet y Permeke en Ostende. Después de eso, se trasladó con De Smet a Flandes occidental, buscando la inspiración, y finalmente se instalaron en Afsnee, en una villa proporcionada por Van Hecke.
Más adelante pasó algún tiempo en Bruselas, pero la Gran Depresión prácticamente eliminó el mercado de cualquier tipo de arte moderno, por lo que regresó a Gante y se convirtió en ilustrador del periódico socialista Vooruit ("Adelante"), para el que trabajó hasta su muerte. De 1937 a 1938, dibujó los paneles para una tira cómica escrita por Jean Ray. Durante sus últimos años, pintó en un estilo surrealista, repleto de visiones de sueño y alucinaciones.
Las principales retrospectivas se realizaron en 1962 (Bruselas) y 1984 (Utrecht). En el sexagésimo aniversario de su muerte, en 1999, se realizó una gran exposición en Oostende con, por primera vez, sus ilustraciones. Su pintura, "Zondag" (domingo), fue incluida en la serie alemana "1000 Meisterwerke" (1000 Obras Maestras) y apareció en un sello belga en 2001.

## Pinturas

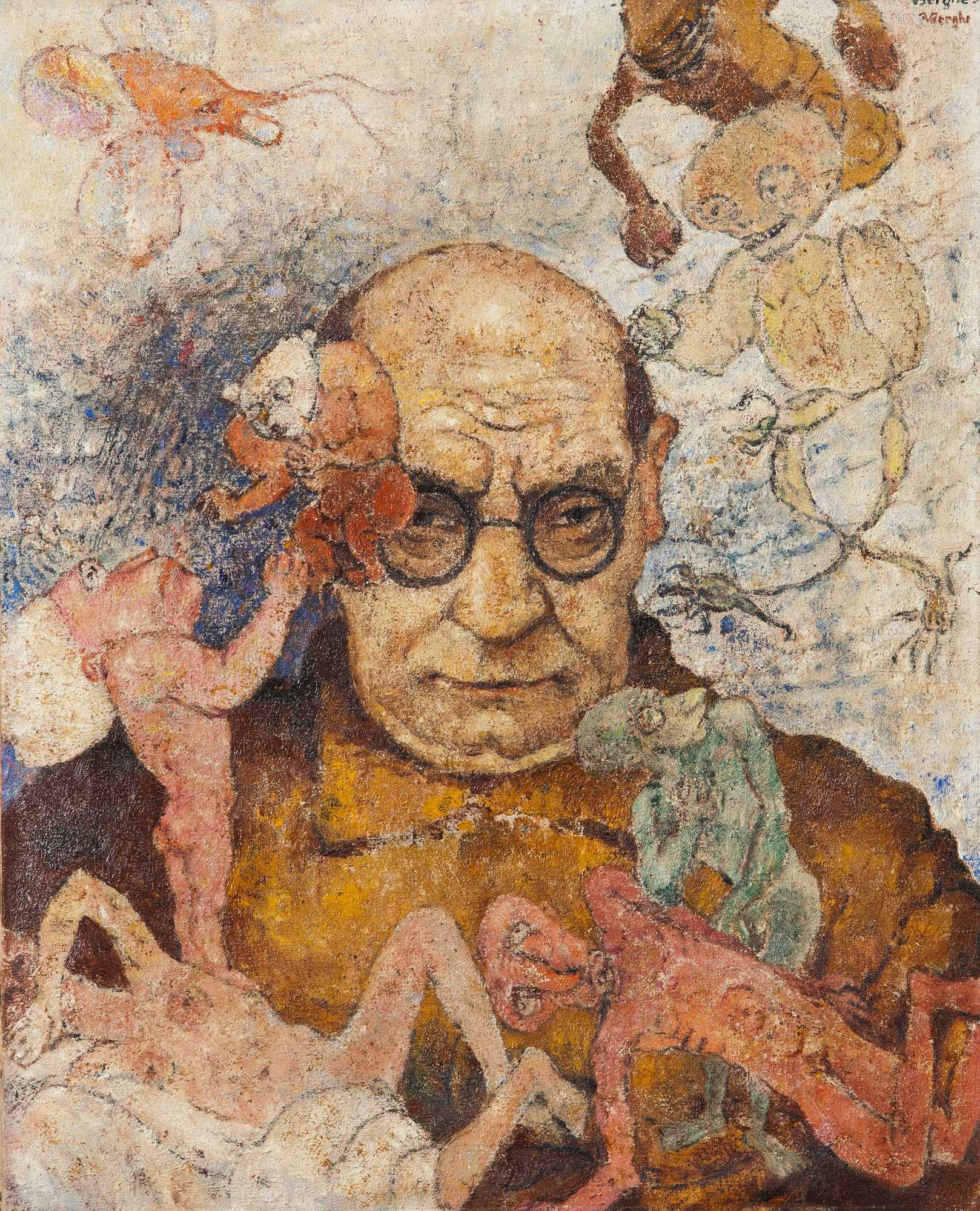
Autorretrato (c.1933)
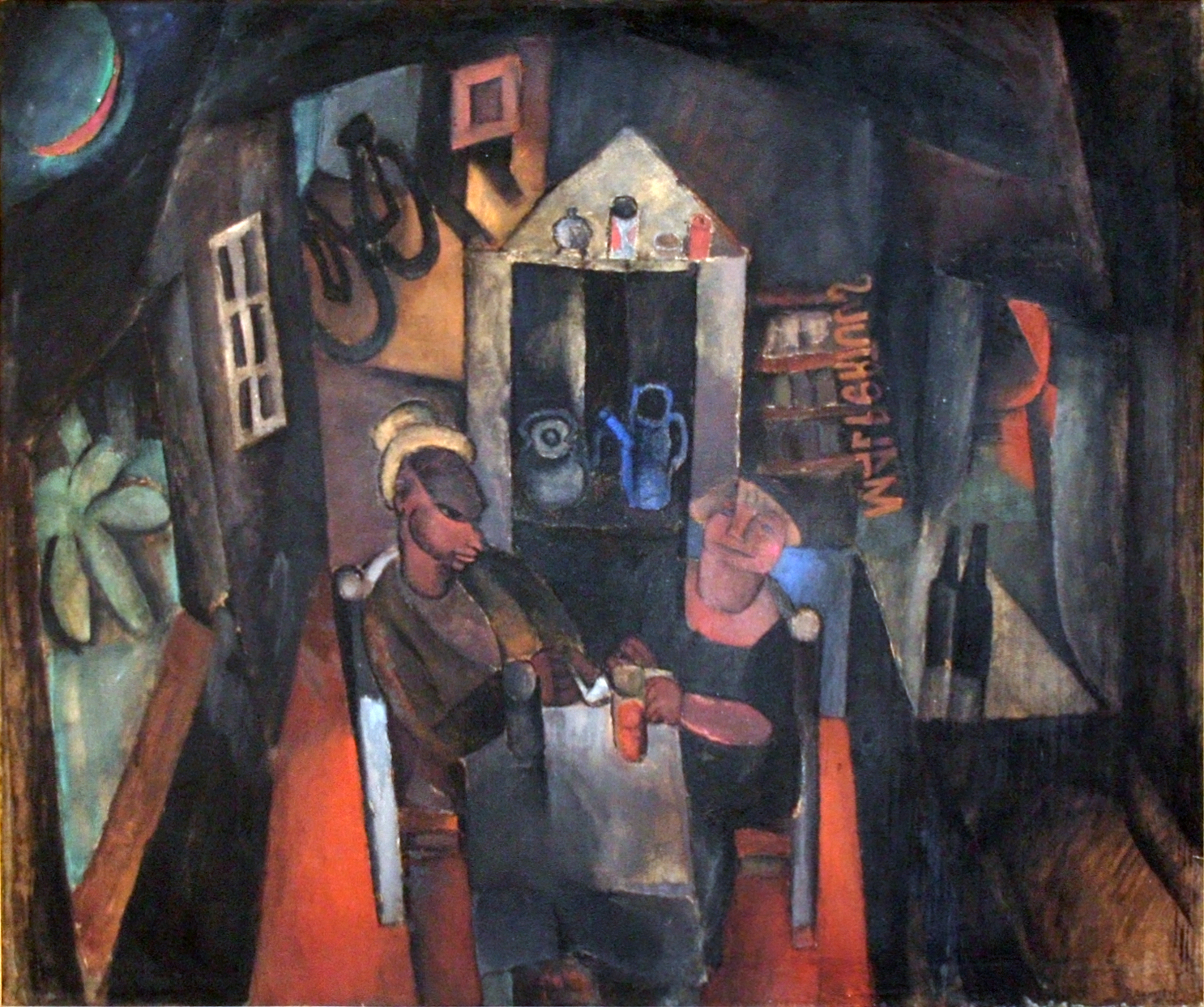
Maleperduis (su casa en Blaricum)
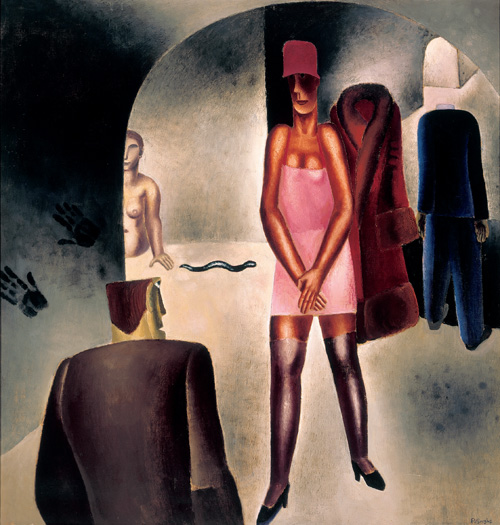
Corredores
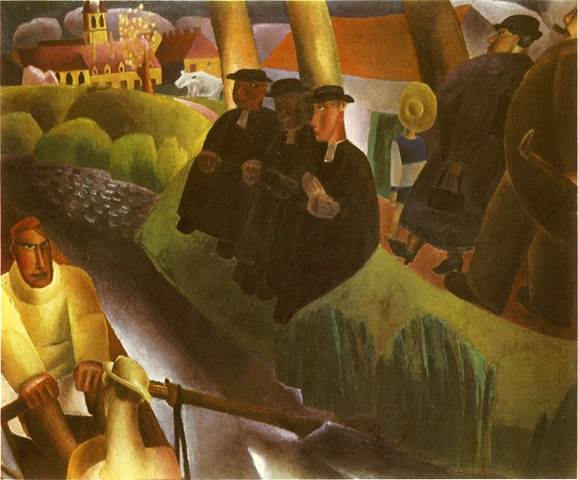
Sábado
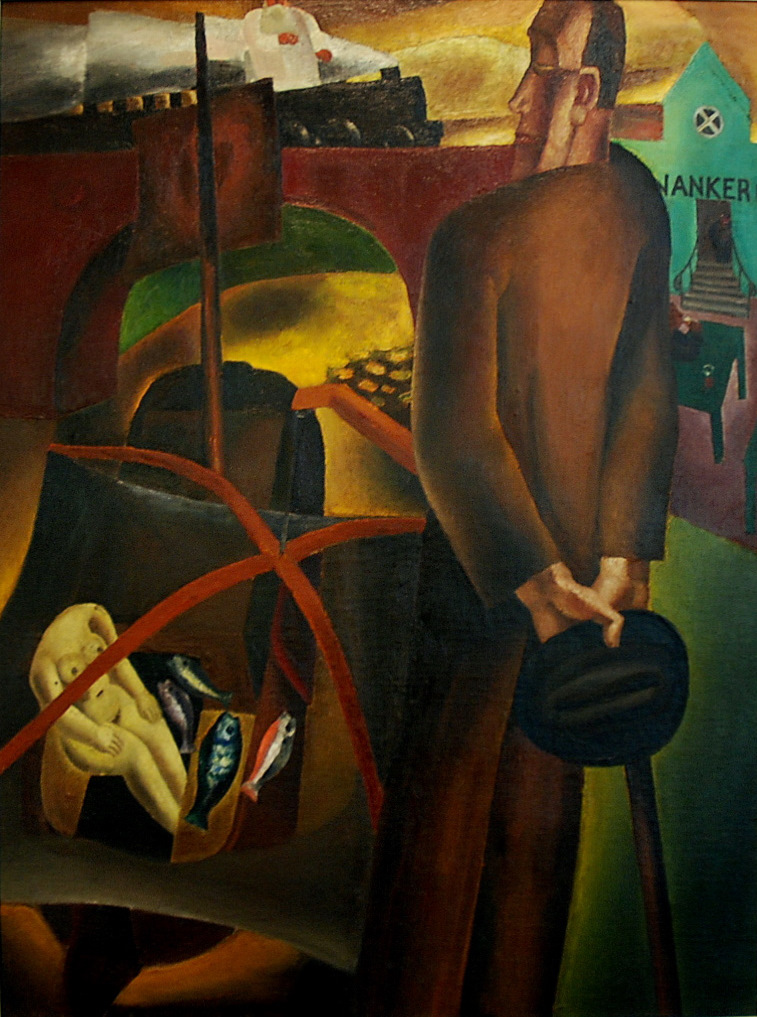
Errante eterno (Vagabundo)

## Eponimia
- El asteroide (10074) Van den Berghe lleva este nombre en su memoria.[3]